# Анькан
Анькан (кит. спр. 安康市, піньїнь: Ānkāng Shì) — місто-округ в китайській провінції Шеньсі. 

## Географія
Анькан розташовується на півдні провінції.

### Клімат
Місто знаходиться у зоні, котра характеризується вологим субтропічним кліматом. Найтепліший місяць — липень із середньою температурою 26.7 °C (80 °F). Найхолодніший місяць — січень, із середньою температурою 2.8 °С (37 °F).
| Клімат Анькана          | Клімат Анькана | Клімат Анькана | Клімат Анькана | Клімат Анькана | Клімат Анькана | Клімат Анькана | Клімат Анькана | Клімат Анькана | Клімат Анькана | Клімат Анькана | Клімат Анькана | Клімат Анькана | Клімат Анькана |
| Показник                | Січ.           | Лют.           | Бер.           | Квіт.          | Трав.          | Черв.          | Лип.           | Серп.          | Вер.           | Жовт.          | Лист.          | Груд.          | Рік            |
| Середній максимум, °C   | 8              | 10             | 16             | 22             | 26             | 30             | 32             | 32             | 26             | 20             | 14             | 9              | 20             |
| Середня температура, °C | 3              | 5              | 10             | 16             | 20             | 25             | 27             | 27             | 21             | 16             | 10             | 5              | 15             |
| Середній мінімум, °C    | 0              | 1              | 6              | 11             | 15             | 20             | 23             | 22             | 18             | 12             | 6              | 1              | 11             |
| Норма опадів, мм        | 5              | 10             | 34             | 73             | 86             | 99             | 143            | 118            | 138            | 76             | 32             | 7              | 821            |
| ----------------------- | -------------- | -------------- | -------------- | -------------- | -------------- | -------------- | -------------- | -------------- | -------------- | -------------- | -------------- | -------------- | -------------- |
| Джерело: Weatherbase    |                |                |                |                |                |                |                |                |                |                |                |                |                |